# Wadim Zwiagincew
Wadim Wiktorowicz Zwiagincew, ros. Вадим Викторович Звягинцев (ur. 18 sierpnia 1976 w Moskwie) – rosyjski szachista, arcymistrz od 1994 roku.

## Kariera szachowa
W wieku trzynastu lat wstąpił do szachowej szkoły Marka Dworeckiego, szybko rozwijając swoje umiejętności. W roku 1992 zdobył w Rimavskiej Sobocie tytuł mistrza Europy juniorów do lat 16 oraz podzielił I miejsce (wraz z Piotrem Swidlerem) w mistrzostwach Wspólnoty Niepodległych Państw juniorów do lat 18. W następnym roku zwyciężył w turnieju w Stockerau (z rezultatem 8 pkt w 9 partiach) oraz w otwartym turnieju w Loosdorf. W roku 1994 podzielił I miejsca w otwartych turniejach w Reykjavík i Sankt Petersburgu oraz w turnieju XII kat. FIDE w Altensteigu (wraz z Jonathanem Speelmanem), a także zajął II miejsce w silnym (XIII kat.), rozegranym na przełomie 1994 i 1995 roku, turnieju w Pampelunie (za Aleksandrem Morozewiczem). Te rezultaty pozwoliły mu w roku 1995 przekroczyć po raz pierwszy granicę 2600 punktów rankingowych. W kolejnych latach triumfował w otwartych turniejach w Barberze (1996) i Kalkucie (1997, wraz z Jaanem Ehlvestem). W roku 1997 wygrał również silnie obsadzony (XV kat.) XII memoriał Milana Vidmara w Portorožu (przed Zurabem Azmaiparaszwili). Rok później osiągnął znaczący sukces, zajmując w turnieju elity w Tilburgu bardzo dobre IV miejsce (przed m.in. Władimirem Kramnikiem, Michaelem Adamsem, Piotrem Swidlerem i Weselinem Topałowem). W roku 1999 podzielił I miejsce w turnieju XIV kat. w Essen oraz zajął II miejsce (za Aleksandrem Bielawskim) w memoriale Vidmara w Portorožu. W roku 2000 ponownie w Essen podzielił I miejsce, zaś dwa lata później, w roku 2002, odniósł w tym bardzo silnie obsadzonym turnieju (XVI kat.) życiowy sukces, samodzielnie zwyciężając (przed Péterem Lékó) z wynikiem 7½ pkt z 9 partii. W roku 2005 zajął IV miejsce w rozegranych w Moskwie supermistrzostwach (XVII kat.) Rosji, wyprzedzając m.in. Władimira Kramnika, Piotra Swidlera i Aleksieja Driejewa. W roku 2006 podzielił II miejsce w kolejnym turnieju elity (XVIII kat.) w miejscowości Pojkowskij (za Aleksiejem Szyrowem).
|   | a | b | c | d | e | f | g | h |   |
| 8 | e8 – Czarna wieża · g8 – Czarny król · b7 – Czarny goniec · f7 – Czarny pionek · h7 – Czarny pionek · a6 – Czarny pionek · d6 – Czarny goniec · e6 – Czarny hetman · g6 – Czarny pionek · c5 – Czarny pionek · d5 – Biały pionek · b4 – Czarny pionek · c4 – Biały hetman · f4 – Biały goniec · g4 – Czarny skoczek · f3 – Biały król · g3 – Biały pionek · a2 – Biały pionek · b2 – Biały pionek · e2 – Biały skoczek · g2 – Biały goniec · a1 – Biała wieża · d1 – Biała wieża | e8 – Czarna wieża · g8 – Czarny król · b7 – Czarny goniec · f7 – Czarny pionek · h7 – Czarny pionek · a6 – Czarny pionek · d6 – Czarny goniec · e6 – Czarny hetman · g6 – Czarny pionek · c5 – Czarny pionek · d5 – Biały pionek · b4 – Czarny pionek · c4 – Biały hetman · f4 – Biały goniec · g4 – Czarny skoczek · f3 – Biały król · g3 – Biały pionek · a2 – Biały pionek · b2 – Biały pionek · e2 – Biały skoczek · g2 – Biały goniec · a1 – Biała wieża · d1 – Biała wieża | e8 – Czarna wieża · g8 – Czarny król · b7 – Czarny goniec · f7 – Czarny pionek · h7 – Czarny pionek · a6 – Czarny pionek · d6 – Czarny goniec · e6 – Czarny hetman · g6 – Czarny pionek · c5 – Czarny pionek · d5 – Biały pionek · b4 – Czarny pionek · c4 – Biały hetman · f4 – Biały goniec · g4 – Czarny skoczek · f3 – Biały król · g3 – Biały pionek · a2 – Biały pionek · b2 – Biały pionek · e2 – Biały skoczek · g2 – Biały goniec · a1 – Biała wieża · d1 – Biała wieża | e8 – Czarna wieża · g8 – Czarny król · b7 – Czarny goniec · f7 – Czarny pionek · h7 – Czarny pionek · a6 – Czarny pionek · d6 – Czarny goniec · e6 – Czarny hetman · g6 – Czarny pionek · c5 – Czarny pionek · d5 – Biały pionek · b4 – Czarny pionek · c4 – Biały hetman · f4 – Biały goniec · g4 – Czarny skoczek · f3 – Biały król · g3 – Biały pionek · a2 – Biały pionek · b2 – Biały pionek · e2 – Biały skoczek · g2 – Biały goniec · a1 – Biała wieża · d1 – Biała wieża | e8 – Czarna wieża · g8 – Czarny król · b7 – Czarny goniec · f7 – Czarny pionek · h7 – Czarny pionek · a6 – Czarny pionek · d6 – Czarny goniec · e6 – Czarny hetman · g6 – Czarny pionek · c5 – Czarny pionek · d5 – Biały pionek · b4 – Czarny pionek · c4 – Biały hetman · f4 – Biały goniec · g4 – Czarny skoczek · f3 – Biały król · g3 – Biały pionek · a2 – Biały pionek · b2 – Biały pionek · e2 – Biały skoczek · g2 – Biały goniec · a1 – Biała wieża · d1 – Biała wieża | e8 – Czarna wieża · g8 – Czarny król · b7 – Czarny goniec · f7 – Czarny pionek · h7 – Czarny pionek · a6 – Czarny pionek · d6 – Czarny goniec · e6 – Czarny hetman · g6 – Czarny pionek · c5 – Czarny pionek · d5 – Biały pionek · b4 – Czarny pionek · c4 – Biały hetman · f4 – Biały goniec · g4 – Czarny skoczek · f3 – Biały król · g3 – Biały pionek · a2 – Biały pionek · b2 – Biały pionek · e2 – Biały skoczek · g2 – Biały goniec · a1 – Biała wieża · d1 – Biała wieża | e8 – Czarna wieża · g8 – Czarny król · b7 – Czarny goniec · f7 – Czarny pionek · h7 – Czarny pionek · a6 – Czarny pionek · d6 – Czarny goniec · e6 – Czarny hetman · g6 – Czarny pionek · c5 – Czarny pionek · d5 – Biały pionek · b4 – Czarny pionek · c4 – Biały hetman · f4 – Biały goniec · g4 – Czarny skoczek · f3 – Biały król · g3 – Biały pionek · a2 – Biały pionek · b2 – Biały pionek · e2 – Biały skoczek · g2 – Biały goniec · a1 – Biała wieża · d1 – Biała wieża | e8 – Czarna wieża · g8 – Czarny król · b7 – Czarny goniec · f7 – Czarny pionek · h7 – Czarny pionek · a6 – Czarny pionek · d6 – Czarny goniec · e6 – Czarny hetman · g6 – Czarny pionek · c5 – Czarny pionek · d5 – Biały pionek · b4 – Czarny pionek · c4 – Biały hetman · f4 – Biały goniec · g4 – Czarny skoczek · f3 – Biały król · g3 – Biały pionek · a2 – Biały pionek · b2 – Biały pionek · e2 – Biały skoczek · g2 – Biały goniec · a1 – Biała wieża · d1 – Biała wieża | 8 |
| 7 | e8 – Czarna wieża · g8 – Czarny król · b7 – Czarny goniec · f7 – Czarny pionek · h7 – Czarny pionek · a6 – Czarny pionek · d6 – Czarny goniec · e6 – Czarny hetman · g6 – Czarny pionek · c5 – Czarny pionek · d5 – Biały pionek · b4 – Czarny pionek · c4 – Biały hetman · f4 – Biały goniec · g4 – Czarny skoczek · f3 – Biały król · g3 – Biały pionek · a2 – Biały pionek · b2 – Biały pionek · e2 – Biały skoczek · g2 – Biały goniec · a1 – Biała wieża · d1 – Biała wieża | e8 – Czarna wieża · g8 – Czarny król · b7 – Czarny goniec · f7 – Czarny pionek · h7 – Czarny pionek · a6 – Czarny pionek · d6 – Czarny goniec · e6 – Czarny hetman · g6 – Czarny pionek · c5 – Czarny pionek · d5 – Biały pionek · b4 – Czarny pionek · c4 – Biały hetman · f4 – Biały goniec · g4 – Czarny skoczek · f3 – Biały król · g3 – Biały pionek · a2 – Biały pionek · b2 – Biały pionek · e2 – Biały skoczek · g2 – Biały goniec · a1 – Biała wieża · d1 – Biała wieża | e8 – Czarna wieża · g8 – Czarny król · b7 – Czarny goniec · f7 – Czarny pionek · h7 – Czarny pionek · a6 – Czarny pionek · d6 – Czarny goniec · e6 – Czarny hetman · g6 – Czarny pionek · c5 – Czarny pionek · d5 – Biały pionek · b4 – Czarny pionek · c4 – Biały hetman · f4 – Biały goniec · g4 – Czarny skoczek · f3 – Biały król · g3 – Biały pionek · a2 – Biały pionek · b2 – Biały pionek · e2 – Biały skoczek · g2 – Biały goniec · a1 – Biała wieża · d1 – Biała wieża | e8 – Czarna wieża · g8 – Czarny król · b7 – Czarny goniec · f7 – Czarny pionek · h7 – Czarny pionek · a6 – Czarny pionek · d6 – Czarny goniec · e6 – Czarny hetman · g6 – Czarny pionek · c5 – Czarny pionek · d5 – Biały pionek · b4 – Czarny pionek · c4 – Biały hetman · f4 – Biały goniec · g4 – Czarny skoczek · f3 – Biały król · g3 – Biały pionek · a2 – Biały pionek · b2 – Biały pionek · e2 – Biały skoczek · g2 – Biały goniec · a1 – Biała wieża · d1 – Biała wieża | e8 – Czarna wieża · g8 – Czarny król · b7 – Czarny goniec · f7 – Czarny pionek · h7 – Czarny pionek · a6 – Czarny pionek · d6 – Czarny goniec · e6 – Czarny hetman · g6 – Czarny pionek · c5 – Czarny pionek · d5 – Biały pionek · b4 – Czarny pionek · c4 – Biały hetman · f4 – Biały goniec · g4 – Czarny skoczek · f3 – Biały król · g3 – Biały pionek · a2 – Biały pionek · b2 – Biały pionek · e2 – Biały skoczek · g2 – Biały goniec · a1 – Biała wieża · d1 – Biała wieża | e8 – Czarna wieża · g8 – Czarny król · b7 – Czarny goniec · f7 – Czarny pionek · h7 – Czarny pionek · a6 – Czarny pionek · d6 – Czarny goniec · e6 – Czarny hetman · g6 – Czarny pionek · c5 – Czarny pionek · d5 – Biały pionek · b4 – Czarny pionek · c4 – Biały hetman · f4 – Biały goniec · g4 – Czarny skoczek · f3 – Biały król · g3 – Biały pionek · a2 – Biały pionek · b2 – Biały pionek · e2 – Biały skoczek · g2 – Biały goniec · a1 – Biała wieża · d1 – Biała wieża | e8 – Czarna wieża · g8 – Czarny król · b7 – Czarny goniec · f7 – Czarny pionek · h7 – Czarny pionek · a6 – Czarny pionek · d6 – Czarny goniec · e6 – Czarny hetman · g6 – Czarny pionek · c5 – Czarny pionek · d5 – Biały pionek · b4 – Czarny pionek · c4 – Biały hetman · f4 – Biały goniec · g4 – Czarny skoczek · f3 – Biały król · g3 – Biały pionek · a2 – Biały pionek · b2 – Biały pionek · e2 – Biały skoczek · g2 – Biały goniec · a1 – Biała wieża · d1 – Biała wieża | e8 – Czarna wieża · g8 – Czarny król · b7 – Czarny goniec · f7 – Czarny pionek · h7 – Czarny pionek · a6 – Czarny pionek · d6 – Czarny goniec · e6 – Czarny hetman · g6 – Czarny pionek · c5 – Czarny pionek · d5 – Biały pionek · b4 – Czarny pionek · c4 – Biały hetman · f4 – Biały goniec · g4 – Czarny skoczek · f3 – Biały król · g3 – Biały pionek · a2 – Biały pionek · b2 – Biały pionek · e2 – Biały skoczek · g2 – Biały goniec · a1 – Biała wieża · d1 – Biała wieża | 7 |
| 6 | e8 – Czarna wieża · g8 – Czarny król · b7 – Czarny goniec · f7 – Czarny pionek · h7 – Czarny pionek · a6 – Czarny pionek · d6 – Czarny goniec · e6 – Czarny hetman · g6 – Czarny pionek · c5 – Czarny pionek · d5 – Biały pionek · b4 – Czarny pionek · c4 – Biały hetman · f4 – Biały goniec · g4 – Czarny skoczek · f3 – Biały król · g3 – Biały pionek · a2 – Biały pionek · b2 – Biały pionek · e2 – Biały skoczek · g2 – Biały goniec · a1 – Biała wieża · d1 – Biała wieża | e8 – Czarna wieża · g8 – Czarny król · b7 – Czarny goniec · f7 – Czarny pionek · h7 – Czarny pionek · a6 – Czarny pionek · d6 – Czarny goniec · e6 – Czarny hetman · g6 – Czarny pionek · c5 – Czarny pionek · d5 – Biały pionek · b4 – Czarny pionek · c4 – Biały hetman · f4 – Biały goniec · g4 – Czarny skoczek · f3 – Biały król · g3 – Biały pionek · a2 – Biały pionek · b2 – Biały pionek · e2 – Biały skoczek · g2 – Biały goniec · a1 – Biała wieża · d1 – Biała wieża | e8 – Czarna wieża · g8 – Czarny król · b7 – Czarny goniec · f7 – Czarny pionek · h7 – Czarny pionek · a6 – Czarny pionek · d6 – Czarny goniec · e6 – Czarny hetman · g6 – Czarny pionek · c5 – Czarny pionek · d5 – Biały pionek · b4 – Czarny pionek · c4 – Biały hetman · f4 – Biały goniec · g4 – Czarny skoczek · f3 – Biały król · g3 – Biały pionek · a2 – Biały pionek · b2 – Biały pionek · e2 – Biały skoczek · g2 – Biały goniec · a1 – Biała wieża · d1 – Biała wieża | e8 – Czarna wieża · g8 – Czarny król · b7 – Czarny goniec · f7 – Czarny pionek · h7 – Czarny pionek · a6 – Czarny pionek · d6 – Czarny goniec · e6 – Czarny hetman · g6 – Czarny pionek · c5 – Czarny pionek · d5 – Biały pionek · b4 – Czarny pionek · c4 – Biały hetman · f4 – Biały goniec · g4 – Czarny skoczek · f3 – Biały król · g3 – Biały pionek · a2 – Biały pionek · b2 – Biały pionek · e2 – Biały skoczek · g2 – Biały goniec · a1 – Biała wieża · d1 – Biała wieża | e8 – Czarna wieża · g8 – Czarny król · b7 – Czarny goniec · f7 – Czarny pionek · h7 – Czarny pionek · a6 – Czarny pionek · d6 – Czarny goniec · e6 – Czarny hetman · g6 – Czarny pionek · c5 – Czarny pionek · d5 – Biały pionek · b4 – Czarny pionek · c4 – Biały hetman · f4 – Biały goniec · g4 – Czarny skoczek · f3 – Biały król · g3 – Biały pionek · a2 – Biały pionek · b2 – Biały pionek · e2 – Biały skoczek · g2 – Biały goniec · a1 – Biała wieża · d1 – Biała wieża | e8 – Czarna wieża · g8 – Czarny król · b7 – Czarny goniec · f7 – Czarny pionek · h7 – Czarny pionek · a6 – Czarny pionek · d6 – Czarny goniec · e6 – Czarny hetman · g6 – Czarny pionek · c5 – Czarny pionek · d5 – Biały pionek · b4 – Czarny pionek · c4 – Biały hetman · f4 – Biały goniec · g4 – Czarny skoczek · f3 – Biały król · g3 – Biały pionek · a2 – Biały pionek · b2 – Biały pionek · e2 – Biały skoczek · g2 – Biały goniec · a1 – Biała wieża · d1 – Biała wieża | e8 – Czarna wieża · g8 – Czarny król · b7 – Czarny goniec · f7 – Czarny pionek · h7 – Czarny pionek · a6 – Czarny pionek · d6 – Czarny goniec · e6 – Czarny hetman · g6 – Czarny pionek · c5 – Czarny pionek · d5 – Biały pionek · b4 – Czarny pionek · c4 – Biały hetman · f4 – Biały goniec · g4 – Czarny skoczek · f3 – Biały król · g3 – Biały pionek · a2 – Biały pionek · b2 – Biały pionek · e2 – Biały skoczek · g2 – Biały goniec · a1 – Biała wieża · d1 – Biała wieża | e8 – Czarna wieża · g8 – Czarny król · b7 – Czarny goniec · f7 – Czarny pionek · h7 – Czarny pionek · a6 – Czarny pionek · d6 – Czarny goniec · e6 – Czarny hetman · g6 – Czarny pionek · c5 – Czarny pionek · d5 – Biały pionek · b4 – Czarny pionek · c4 – Biały hetman · f4 – Biały goniec · g4 – Czarny skoczek · f3 – Biały król · g3 – Biały pionek · a2 – Biały pionek · b2 – Biały pionek · e2 – Biały skoczek · g2 – Biały goniec · a1 – Biała wieża · d1 – Biała wieża | 6 |
| 5 | e8 – Czarna wieża · g8 – Czarny król · b7 – Czarny goniec · f7 – Czarny pionek · h7 – Czarny pionek · a6 – Czarny pionek · d6 – Czarny goniec · e6 – Czarny hetman · g6 – Czarny pionek · c5 – Czarny pionek · d5 – Biały pionek · b4 – Czarny pionek · c4 – Biały hetman · f4 – Biały goniec · g4 – Czarny skoczek · f3 – Biały król · g3 – Biały pionek · a2 – Biały pionek · b2 – Biały pionek · e2 – Biały skoczek · g2 – Biały goniec · a1 – Biała wieża · d1 – Biała wieża | e8 – Czarna wieża · g8 – Czarny król · b7 – Czarny goniec · f7 – Czarny pionek · h7 – Czarny pionek · a6 – Czarny pionek · d6 – Czarny goniec · e6 – Czarny hetman · g6 – Czarny pionek · c5 – Czarny pionek · d5 – Biały pionek · b4 – Czarny pionek · c4 – Biały hetman · f4 – Biały goniec · g4 – Czarny skoczek · f3 – Biały król · g3 – Biały pionek · a2 – Biały pionek · b2 – Biały pionek · e2 – Biały skoczek · g2 – Biały goniec · a1 – Biała wieża · d1 – Biała wieża | e8 – Czarna wieża · g8 – Czarny król · b7 – Czarny goniec · f7 – Czarny pionek · h7 – Czarny pionek · a6 – Czarny pionek · d6 – Czarny goniec · e6 – Czarny hetman · g6 – Czarny pionek · c5 – Czarny pionek · d5 – Biały pionek · b4 – Czarny pionek · c4 – Biały hetman · f4 – Biały goniec · g4 – Czarny skoczek · f3 – Biały król · g3 – Biały pionek · a2 – Biały pionek · b2 – Biały pionek · e2 – Biały skoczek · g2 – Biały goniec · a1 – Biała wieża · d1 – Biała wieża | e8 – Czarna wieża · g8 – Czarny król · b7 – Czarny goniec · f7 – Czarny pionek · h7 – Czarny pionek · a6 – Czarny pionek · d6 – Czarny goniec · e6 – Czarny hetman · g6 – Czarny pionek · c5 – Czarny pionek · d5 – Biały pionek · b4 – Czarny pionek · c4 – Biały hetman · f4 – Biały goniec · g4 – Czarny skoczek · f3 – Biały król · g3 – Biały pionek · a2 – Biały pionek · b2 – Biały pionek · e2 – Biały skoczek · g2 – Biały goniec · a1 – Biała wieża · d1 – Biała wieża | e8 – Czarna wieża · g8 – Czarny król · b7 – Czarny goniec · f7 – Czarny pionek · h7 – Czarny pionek · a6 – Czarny pionek · d6 – Czarny goniec · e6 – Czarny hetman · g6 – Czarny pionek · c5 – Czarny pionek · d5 – Biały pionek · b4 – Czarny pionek · c4 – Biały hetman · f4 – Biały goniec · g4 – Czarny skoczek · f3 – Biały król · g3 – Biały pionek · a2 – Biały pionek · b2 – Biały pionek · e2 – Biały skoczek · g2 – Biały goniec · a1 – Biała wieża · d1 – Biała wieża | e8 – Czarna wieża · g8 – Czarny król · b7 – Czarny goniec · f7 – Czarny pionek · h7 – Czarny pionek · a6 – Czarny pionek · d6 – Czarny goniec · e6 – Czarny hetman · g6 – Czarny pionek · c5 – Czarny pionek · d5 – Biały pionek · b4 – Czarny pionek · c4 – Biały hetman · f4 – Biały goniec · g4 – Czarny skoczek · f3 – Biały król · g3 – Biały pionek · a2 – Biały pionek · b2 – Biały pionek · e2 – Biały skoczek · g2 – Biały goniec · a1 – Biała wieża · d1 – Biała wieża | e8 – Czarna wieża · g8 – Czarny król · b7 – Czarny goniec · f7 – Czarny pionek · h7 – Czarny pionek · a6 – Czarny pionek · d6 – Czarny goniec · e6 – Czarny hetman · g6 – Czarny pionek · c5 – Czarny pionek · d5 – Biały pionek · b4 – Czarny pionek · c4 – Biały hetman · f4 – Biały goniec · g4 – Czarny skoczek · f3 – Biały król · g3 – Biały pionek · a2 – Biały pionek · b2 – Biały pionek · e2 – Biały skoczek · g2 – Biały goniec · a1 – Biała wieża · d1 – Biała wieża | e8 – Czarna wieża · g8 – Czarny król · b7 – Czarny goniec · f7 – Czarny pionek · h7 – Czarny pionek · a6 – Czarny pionek · d6 – Czarny goniec · e6 – Czarny hetman · g6 – Czarny pionek · c5 – Czarny pionek · d5 – Biały pionek · b4 – Czarny pionek · c4 – Biały hetman · f4 – Biały goniec · g4 – Czarny skoczek · f3 – Biały król · g3 – Biały pionek · a2 – Biały pionek · b2 – Biały pionek · e2 – Biały skoczek · g2 – Biały goniec · a1 – Biała wieża · d1 – Biała wieża | 5 |
| 4 | e8 – Czarna wieża · g8 – Czarny król · b7 – Czarny goniec · f7 – Czarny pionek · h7 – Czarny pionek · a6 – Czarny pionek · d6 – Czarny goniec · e6 – Czarny hetman · g6 – Czarny pionek · c5 – Czarny pionek · d5 – Biały pionek · b4 – Czarny pionek · c4 – Biały hetman · f4 – Biały goniec · g4 – Czarny skoczek · f3 – Biały król · g3 – Biały pionek · a2 – Biały pionek · b2 – Biały pionek · e2 – Biały skoczek · g2 – Biały goniec · a1 – Biała wieża · d1 – Biała wieża | e8 – Czarna wieża · g8 – Czarny król · b7 – Czarny goniec · f7 – Czarny pionek · h7 – Czarny pionek · a6 – Czarny pionek · d6 – Czarny goniec · e6 – Czarny hetman · g6 – Czarny pionek · c5 – Czarny pionek · d5 – Biały pionek · b4 – Czarny pionek · c4 – Biały hetman · f4 – Biały goniec · g4 – Czarny skoczek · f3 – Biały król · g3 – Biały pionek · a2 – Biały pionek · b2 – Biały pionek · e2 – Biały skoczek · g2 – Biały goniec · a1 – Biała wieża · d1 – Biała wieża | e8 – Czarna wieża · g8 – Czarny król · b7 – Czarny goniec · f7 – Czarny pionek · h7 – Czarny pionek · a6 – Czarny pionek · d6 – Czarny goniec · e6 – Czarny hetman · g6 – Czarny pionek · c5 – Czarny pionek · d5 – Biały pionek · b4 – Czarny pionek · c4 – Biały hetman · f4 – Biały goniec · g4 – Czarny skoczek · f3 – Biały król · g3 – Biały pionek · a2 – Biały pionek · b2 – Biały pionek · e2 – Biały skoczek · g2 – Biały goniec · a1 – Biała wieża · d1 – Biała wieża | e8 – Czarna wieża · g8 – Czarny król · b7 – Czarny goniec · f7 – Czarny pionek · h7 – Czarny pionek · a6 – Czarny pionek · d6 – Czarny goniec · e6 – Czarny hetman · g6 – Czarny pionek · c5 – Czarny pionek · d5 – Biały pionek · b4 – Czarny pionek · c4 – Biały hetman · f4 – Biały goniec · g4 – Czarny skoczek · f3 – Biały król · g3 – Biały pionek · a2 – Biały pionek · b2 – Biały pionek · e2 – Biały skoczek · g2 – Biały goniec · a1 – Biała wieża · d1 – Biała wieża | e8 – Czarna wieża · g8 – Czarny król · b7 – Czarny goniec · f7 – Czarny pionek · h7 – Czarny pionek · a6 – Czarny pionek · d6 – Czarny goniec · e6 – Czarny hetman · g6 – Czarny pionek · c5 – Czarny pionek · d5 – Biały pionek · b4 – Czarny pionek · c4 – Biały hetman · f4 – Biały goniec · g4 – Czarny skoczek · f3 – Biały król · g3 – Biały pionek · a2 – Biały pionek · b2 – Biały pionek · e2 – Biały skoczek · g2 – Biały goniec · a1 – Biała wieża · d1 – Biała wieża | e8 – Czarna wieża · g8 – Czarny król · b7 – Czarny goniec · f7 – Czarny pionek · h7 – Czarny pionek · a6 – Czarny pionek · d6 – Czarny goniec · e6 – Czarny hetman · g6 – Czarny pionek · c5 – Czarny pionek · d5 – Biały pionek · b4 – Czarny pionek · c4 – Biały hetman · f4 – Biały goniec · g4 – Czarny skoczek · f3 – Biały król · g3 – Biały pionek · a2 – Biały pionek · b2 – Biały pionek · e2 – Biały skoczek · g2 – Biały goniec · a1 – Biała wieża · d1 – Biała wieża | e8 – Czarna wieża · g8 – Czarny król · b7 – Czarny goniec · f7 – Czarny pionek · h7 – Czarny pionek · a6 – Czarny pionek · d6 – Czarny goniec · e6 – Czarny hetman · g6 – Czarny pionek · c5 – Czarny pionek · d5 – Biały pionek · b4 – Czarny pionek · c4 – Biały hetman · f4 – Biały goniec · g4 – Czarny skoczek · f3 – Biały król · g3 – Biały pionek · a2 – Biały pionek · b2 – Biały pionek · e2 – Biały skoczek · g2 – Biały goniec · a1 – Biała wieża · d1 – Biała wieża | e8 – Czarna wieża · g8 – Czarny król · b7 – Czarny goniec · f7 – Czarny pionek · h7 – Czarny pionek · a6 – Czarny pionek · d6 – Czarny goniec · e6 – Czarny hetman · g6 – Czarny pionek · c5 – Czarny pionek · d5 – Biały pionek · b4 – Czarny pionek · c4 – Biały hetman · f4 – Biały goniec · g4 – Czarny skoczek · f3 – Biały król · g3 – Biały pionek · a2 – Biały pionek · b2 – Biały pionek · e2 – Biały skoczek · g2 – Biały goniec · a1 – Biała wieża · d1 – Biała wieża | 4 |
| 3 | e8 – Czarna wieża · g8 – Czarny król · b7 – Czarny goniec · f7 – Czarny pionek · h7 – Czarny pionek · a6 – Czarny pionek · d6 – Czarny goniec · e6 – Czarny hetman · g6 – Czarny pionek · c5 – Czarny pionek · d5 – Biały pionek · b4 – Czarny pionek · c4 – Biały hetman · f4 – Biały goniec · g4 – Czarny skoczek · f3 – Biały król · g3 – Biały pionek · a2 – Biały pionek · b2 – Biały pionek · e2 – Biały skoczek · g2 – Biały goniec · a1 – Biała wieża · d1 – Biała wieża | e8 – Czarna wieża · g8 – Czarny król · b7 – Czarny goniec · f7 – Czarny pionek · h7 – Czarny pionek · a6 – Czarny pionek · d6 – Czarny goniec · e6 – Czarny hetman · g6 – Czarny pionek · c5 – Czarny pionek · d5 – Biały pionek · b4 – Czarny pionek · c4 – Biały hetman · f4 – Biały goniec · g4 – Czarny skoczek · f3 – Biały król · g3 – Biały pionek · a2 – Biały pionek · b2 – Biały pionek · e2 – Biały skoczek · g2 – Biały goniec · a1 – Biała wieża · d1 – Biała wieża | e8 – Czarna wieża · g8 – Czarny król · b7 – Czarny goniec · f7 – Czarny pionek · h7 – Czarny pionek · a6 – Czarny pionek · d6 – Czarny goniec · e6 – Czarny hetman · g6 – Czarny pionek · c5 – Czarny pionek · d5 – Biały pionek · b4 – Czarny pionek · c4 – Biały hetman · f4 – Biały goniec · g4 – Czarny skoczek · f3 – Biały król · g3 – Biały pionek · a2 – Biały pionek · b2 – Biały pionek · e2 – Biały skoczek · g2 – Biały goniec · a1 – Biała wieża · d1 – Biała wieża | e8 – Czarna wieża · g8 – Czarny król · b7 – Czarny goniec · f7 – Czarny pionek · h7 – Czarny pionek · a6 – Czarny pionek · d6 – Czarny goniec · e6 – Czarny hetman · g6 – Czarny pionek · c5 – Czarny pionek · d5 – Biały pionek · b4 – Czarny pionek · c4 – Biały hetman · f4 – Biały goniec · g4 – Czarny skoczek · f3 – Biały król · g3 – Biały pionek · a2 – Biały pionek · b2 – Biały pionek · e2 – Biały skoczek · g2 – Biały goniec · a1 – Biała wieża · d1 – Biała wieża | e8 – Czarna wieża · g8 – Czarny król · b7 – Czarny goniec · f7 – Czarny pionek · h7 – Czarny pionek · a6 – Czarny pionek · d6 – Czarny goniec · e6 – Czarny hetman · g6 – Czarny pionek · c5 – Czarny pionek · d5 – Biały pionek · b4 – Czarny pionek · c4 – Biały hetman · f4 – Biały goniec · g4 – Czarny skoczek · f3 – Biały król · g3 – Biały pionek · a2 – Biały pionek · b2 – Biały pionek · e2 – Biały skoczek · g2 – Biały goniec · a1 – Biała wieża · d1 – Biała wieża | e8 – Czarna wieża · g8 – Czarny król · b7 – Czarny goniec · f7 – Czarny pionek · h7 – Czarny pionek · a6 – Czarny pionek · d6 – Czarny goniec · e6 – Czarny hetman · g6 – Czarny pionek · c5 – Czarny pionek · d5 – Biały pionek · b4 – Czarny pionek · c4 – Biały hetman · f4 – Biały goniec · g4 – Czarny skoczek · f3 – Biały król · g3 – Biały pionek · a2 – Biały pionek · b2 – Biały pionek · e2 – Biały skoczek · g2 – Biały goniec · a1 – Biała wieża · d1 – Biała wieża | e8 – Czarna wieża · g8 – Czarny król · b7 – Czarny goniec · f7 – Czarny pionek · h7 – Czarny pionek · a6 – Czarny pionek · d6 – Czarny goniec · e6 – Czarny hetman · g6 – Czarny pionek · c5 – Czarny pionek · d5 – Biały pionek · b4 – Czarny pionek · c4 – Biały hetman · f4 – Biały goniec · g4 – Czarny skoczek · f3 – Biały król · g3 – Biały pionek · a2 – Biały pionek · b2 – Biały pionek · e2 – Biały skoczek · g2 – Biały goniec · a1 – Biała wieża · d1 – Biała wieża | e8 – Czarna wieża · g8 – Czarny król · b7 – Czarny goniec · f7 – Czarny pionek · h7 – Czarny pionek · a6 – Czarny pionek · d6 – Czarny goniec · e6 – Czarny hetman · g6 – Czarny pionek · c5 – Czarny pionek · d5 – Biały pionek · b4 – Czarny pionek · c4 – Biały hetman · f4 – Biały goniec · g4 – Czarny skoczek · f3 – Biały król · g3 – Biały pionek · a2 – Biały pionek · b2 – Biały pionek · e2 – Biały skoczek · g2 – Biały goniec · a1 – Biała wieża · d1 – Biała wieża | 3 |
| 2 | e8 – Czarna wieża · g8 – Czarny król · b7 – Czarny goniec · f7 – Czarny pionek · h7 – Czarny pionek · a6 – Czarny pionek · d6 – Czarny goniec · e6 – Czarny hetman · g6 – Czarny pionek · c5 – Czarny pionek · d5 – Biały pionek · b4 – Czarny pionek · c4 – Biały hetman · f4 – Biały goniec · g4 – Czarny skoczek · f3 – Biały król · g3 – Biały pionek · a2 – Biały pionek · b2 – Biały pionek · e2 – Biały skoczek · g2 – Biały goniec · a1 – Biała wieża · d1 – Biała wieża | e8 – Czarna wieża · g8 – Czarny król · b7 – Czarny goniec · f7 – Czarny pionek · h7 – Czarny pionek · a6 – Czarny pionek · d6 – Czarny goniec · e6 – Czarny hetman · g6 – Czarny pionek · c5 – Czarny pionek · d5 – Biały pionek · b4 – Czarny pionek · c4 – Biały hetman · f4 – Biały goniec · g4 – Czarny skoczek · f3 – Biały król · g3 – Biały pionek · a2 – Biały pionek · b2 – Biały pionek · e2 – Biały skoczek · g2 – Biały goniec · a1 – Biała wieża · d1 – Biała wieża | e8 – Czarna wieża · g8 – Czarny król · b7 – Czarny goniec · f7 – Czarny pionek · h7 – Czarny pionek · a6 – Czarny pionek · d6 – Czarny goniec · e6 – Czarny hetman · g6 – Czarny pionek · c5 – Czarny pionek · d5 – Biały pionek · b4 – Czarny pionek · c4 – Biały hetman · f4 – Biały goniec · g4 – Czarny skoczek · f3 – Biały król · g3 – Biały pionek · a2 – Biały pionek · b2 – Biały pionek · e2 – Biały skoczek · g2 – Biały goniec · a1 – Biała wieża · d1 – Biała wieża | e8 – Czarna wieża · g8 – Czarny król · b7 – Czarny goniec · f7 – Czarny pionek · h7 – Czarny pionek · a6 – Czarny pionek · d6 – Czarny goniec · e6 – Czarny hetman · g6 – Czarny pionek · c5 – Czarny pionek · d5 – Biały pionek · b4 – Czarny pionek · c4 – Biały hetman · f4 – Biały goniec · g4 – Czarny skoczek · f3 – Biały król · g3 – Biały pionek · a2 – Biały pionek · b2 – Biały pionek · e2 – Biały skoczek · g2 – Biały goniec · a1 – Biała wieża · d1 – Biała wieża | e8 – Czarna wieża · g8 – Czarny król · b7 – Czarny goniec · f7 – Czarny pionek · h7 – Czarny pionek · a6 – Czarny pionek · d6 – Czarny goniec · e6 – Czarny hetman · g6 – Czarny pionek · c5 – Czarny pionek · d5 – Biały pionek · b4 – Czarny pionek · c4 – Biały hetman · f4 – Biały goniec · g4 – Czarny skoczek · f3 – Biały król · g3 – Biały pionek · a2 – Biały pionek · b2 – Biały pionek · e2 – Biały skoczek · g2 – Biały goniec · a1 – Biała wieża · d1 – Biała wieża | e8 – Czarna wieża · g8 – Czarny król · b7 – Czarny goniec · f7 – Czarny pionek · h7 – Czarny pionek · a6 – Czarny pionek · d6 – Czarny goniec · e6 – Czarny hetman · g6 – Czarny pionek · c5 – Czarny pionek · d5 – Biały pionek · b4 – Czarny pionek · c4 – Biały hetman · f4 – Biały goniec · g4 – Czarny skoczek · f3 – Biały król · g3 – Biały pionek · a2 – Biały pionek · b2 – Biały pionek · e2 – Biały skoczek · g2 – Biały goniec · a1 – Biała wieża · d1 – Biała wieża | e8 – Czarna wieża · g8 – Czarny król · b7 – Czarny goniec · f7 – Czarny pionek · h7 – Czarny pionek · a6 – Czarny pionek · d6 – Czarny goniec · e6 – Czarny hetman · g6 – Czarny pionek · c5 – Czarny pionek · d5 – Biały pionek · b4 – Czarny pionek · c4 – Biały hetman · f4 – Biały goniec · g4 – Czarny skoczek · f3 – Biały król · g3 – Biały pionek · a2 – Biały pionek · b2 – Biały pionek · e2 – Biały skoczek · g2 – Biały goniec · a1 – Biała wieża · d1 – Biała wieża | e8 – Czarna wieża · g8 – Czarny król · b7 – Czarny goniec · f7 – Czarny pionek · h7 – Czarny pionek · a6 – Czarny pionek · d6 – Czarny goniec · e6 – Czarny hetman · g6 – Czarny pionek · c5 – Czarny pionek · d5 – Biały pionek · b4 – Czarny pionek · c4 – Biały hetman · f4 – Biały goniec · g4 – Czarny skoczek · f3 – Biały król · g3 – Biały pionek · a2 – Biały pionek · b2 – Biały pionek · e2 – Biały skoczek · g2 – Biały goniec · a1 – Biała wieża · d1 – Biała wieża | 2 |
| 1 | e8 – Czarna wieża · g8 – Czarny król · b7 – Czarny goniec · f7 – Czarny pionek · h7 – Czarny pionek · a6 – Czarny pionek · d6 – Czarny goniec · e6 – Czarny hetman · g6 – Czarny pionek · c5 – Czarny pionek · d5 – Biały pionek · b4 – Czarny pionek · c4 – Biały hetman · f4 – Biały goniec · g4 – Czarny skoczek · f3 – Biały król · g3 – Biały pionek · a2 – Biały pionek · b2 – Biały pionek · e2 – Biały skoczek · g2 – Biały goniec · a1 – Biała wieża · d1 – Biała wieża | e8 – Czarna wieża · g8 – Czarny król · b7 – Czarny goniec · f7 – Czarny pionek · h7 – Czarny pionek · a6 – Czarny pionek · d6 – Czarny goniec · e6 – Czarny hetman · g6 – Czarny pionek · c5 – Czarny pionek · d5 – Biały pionek · b4 – Czarny pionek · c4 – Biały hetman · f4 – Biały goniec · g4 – Czarny skoczek · f3 – Biały król · g3 – Biały pionek · a2 – Biały pionek · b2 – Biały pionek · e2 – Biały skoczek · g2 – Biały goniec · a1 – Biała wieża · d1 – Biała wieża | e8 – Czarna wieża · g8 – Czarny król · b7 – Czarny goniec · f7 – Czarny pionek · h7 – Czarny pionek · a6 – Czarny pionek · d6 – Czarny goniec · e6 – Czarny hetman · g6 – Czarny pionek · c5 – Czarny pionek · d5 – Biały pionek · b4 – Czarny pionek · c4 – Biały hetman · f4 – Biały goniec · g4 – Czarny skoczek · f3 – Biały król · g3 – Biały pionek · a2 – Biały pionek · b2 – Biały pionek · e2 – Biały skoczek · g2 – Biały goniec · a1 – Biała wieża · d1 – Biała wieża | e8 – Czarna wieża · g8 – Czarny król · b7 – Czarny goniec · f7 – Czarny pionek · h7 – Czarny pionek · a6 – Czarny pionek · d6 – Czarny goniec · e6 – Czarny hetman · g6 – Czarny pionek · c5 – Czarny pionek · d5 – Biały pionek · b4 – Czarny pionek · c4 – Biały hetman · f4 – Biały goniec · g4 – Czarny skoczek · f3 – Biały król · g3 – Biały pionek · a2 – Biały pionek · b2 – Biały pionek · e2 – Biały skoczek · g2 – Biały goniec · a1 – Biała wieża · d1 – Biała wieża | e8 – Czarna wieża · g8 – Czarny król · b7 – Czarny goniec · f7 – Czarny pionek · h7 – Czarny pionek · a6 – Czarny pionek · d6 – Czarny goniec · e6 – Czarny hetman · g6 – Czarny pionek · c5 – Czarny pionek · d5 – Biały pionek · b4 – Czarny pionek · c4 – Biały hetman · f4 – Biały goniec · g4 – Czarny skoczek · f3 – Biały król · g3 – Biały pionek · a2 – Biały pionek · b2 – Biały pionek · e2 – Biały skoczek · g2 – Biały goniec · a1 – Biała wieża · d1 – Biała wieża | e8 – Czarna wieża · g8 – Czarny król · b7 – Czarny goniec · f7 – Czarny pionek · h7 – Czarny pionek · a6 – Czarny pionek · d6 – Czarny goniec · e6 – Czarny hetman · g6 – Czarny pionek · c5 – Czarny pionek · d5 – Biały pionek · b4 – Czarny pionek · c4 – Biały hetman · f4 – Biały goniec · g4 – Czarny skoczek · f3 – Biały król · g3 – Biały pionek · a2 – Biały pionek · b2 – Biały pionek · e2 – Biały skoczek · g2 – Biały goniec · a1 – Biała wieża · d1 – Biała wieża | e8 – Czarna wieża · g8 – Czarny król · b7 – Czarny goniec · f7 – Czarny pionek · h7 – Czarny pionek · a6 – Czarny pionek · d6 – Czarny goniec · e6 – Czarny hetman · g6 – Czarny pionek · c5 – Czarny pionek · d5 – Biały pionek · b4 – Czarny pionek · c4 – Biały hetman · f4 – Biały goniec · g4 – Czarny skoczek · f3 – Biały król · g3 – Biały pionek · a2 – Biały pionek · b2 – Biały pionek · e2 – Biały skoczek · g2 – Biały goniec · a1 – Biała wieża · d1 – Biała wieża | e8 – Czarna wieża · g8 – Czarny król · b7 – Czarny goniec · f7 – Czarny pionek · h7 – Czarny pionek · a6 – Czarny pionek · d6 – Czarny goniec · e6 – Czarny hetman · g6 – Czarny pionek · c5 – Czarny pionek · d5 – Biały pionek · b4 – Czarny pionek · c4 – Biały hetman · f4 – Biały goniec · g4 – Czarny skoczek · f3 – Biały król · g3 – Biały pionek · a2 – Biały pionek · b2 – Biały pionek · e2 – Biały skoczek · g2 – Biały goniec · a1 – Biała wieża · d1 – Biała wieża | 1 |
|   | a | b | c | d | e | f | g | h |   |

Czterokrotnie wystąpił w mistrzostwach świata FIDE, rozgrywanych systemem pucharowym:
- 1997 – Groningen - awans do IV rundy, w której przegrał z Aleksiejem Drejewem,
- 1999 – Las Vegas - awans do IV rundy, w której przegrał z Judit Polgár,
- 2001 – Moskwa - awans do III rundy, w której przegrał z Michaelem Adamsem,
- 2004 – Trypolis - awans do III rundy, w której przegrał z Michałem Krasenkowem.

Trzykrotnie (w latach 1994, 1998 i 2004) występował na szachowych olimpiadach, za każdym razem zdobywając medal: złoty w roku 1998, srebrny w roku 2004 i brązowy w roku 1994 (wszystkie zdobyte wraz z drużyną narodową). W swoim dorobku posiada również 2 złote medale drużynowych mistrzostw świata, które zdobył w Lucernie w roku 1997 (wraz z drużyną oraz indywidualnie za wynik na VI szachownicy) oraz 2 medale srebrne drużynowych mistrzostw Europy, zdobyte w Puli również w roku 1997 (wraz z drużyną oraz indywidualnie za wynik na III szachownicy).
W szachowym świecie zasłynął zwycięstwami nad mistrzami świata Rusłanem Ponomariowem (Soczi 2006) i Aleksandrem Chalifmanem (Moskwa 2005) w partiach, w których wyjątkowo oryginalnie rozegrał obronę sycylijską (1.e4 c5 2.Sa3). Słynna również stała się jego zwycięska kombinacja w partii z arcymistrzem Roberto Cifuentesem Paradą (Wijk aan Zee 1995), w której ofiarował hetmana i skoczka (pozycja na diagramie): 31...He3+! 32.G:e3 W:e3+! 33.K:g4 Gc8+ 34.Kg5 h6+! 35.K:h6 We5 i białe poddały się, nie mogąc uniknąć mata.
Najwyższy ranking w dotychczasowej karierze osiągnął 1 października 2002 r., z wynikiem 2680 punktów zajmował wówczas 23. miejsce na światowej liście FIDE.